# Lâu đài Płock
Lâu đài của Công tước Masovia ở Płock là một tòa lâu đài theo kiến trúc Gô-tích được xây dựng dưới triều đại Casimir III Đại đế, trở thành một thành trì của Lãnh địa Masovia cho đến thế kỷ XV. Lâu đài nằm ở Thành phố Thủ đô Płock, Masovian Voivodeship; ở Ba Lan.

## Lịch sử
Lâu đài nằm trên sườn đồi bên cạnh Vistula dốc đứng, rất có thể kể từ thế kỷ thứ mười một, một pháo đài bằng gỗ - được bảo vệ bởi các bức tường và đê, ở giữa có một hòn đá nhỏ được xây dựng. Vào thời điểm chuyển giao giữa thế kỷ thứ mười một và mười hai, khi một trong những thành trì lớn nhất của Masovia nằm trên sườn đồi - một nhà nguyện và khu nhà ở được bảo vệ bằng tường được xây dựng vào năm 1194.
Vào cuối thế kỷ thứ mười ba, việc xây dựng lâu đài đã bắt đầu, khi thành trì được củng cố, và mang hình thức hiện tại dưới triều đại của Casimir III Đại đế. Việc mở rộng lâu đài được thực hiện trên sườn đồi của thành trì cũ, được xây dựng lại bằng gạch và mở rộng, thành trì cũng được nâng lên với hai tòa tháp. Lâu đài được xây dựng trong khu phức hợp hình vuông. Ở phía tây nam của khu phức hợp, Tháp Szlachecka đã được nâng lên - với một cơ sở hình vuông ở nửa dưới; và một nửa trên hình bát giác. Ở phía bắc của lâu đài, là một tòa nhà La Mã, có một tháp đồng hồ. Sân của lâu đài bị đóng cửa ở cánh tây bắc, đông và nam. Lâu đài được củng cố bằng một vòng bao quanh của các bức tường phòng thủ - bảo vệ thành trì và Płock, ngay bên ngoài các bức tường của lâu đài.
Lâu đài là nơi cư trú của Công tước Masovia cho đến thế kỷ XV. Do bị loại bỏ một phần sườn đồi, năm 1532, lâu đài bị hư hại, và đã được xây dựng lại. Năm 1538, công tước Masovia đã cư trú trong cung điện mới được xây dựng, bên ngoài các bức tường của lâu đài, cho phép tổ hợp lâu đài được trao cho người Benedictine. Trong thời gian của các cuộc chiến chống lại người Thụy Điển, lâu đài đã bị tàn phá nghiêm trọng, đầu tiên là vào năm 1657, và sau đó là vào năm 1705. Sau khi xây dựng lại lâu đài, quần thể lâu đài đã trở thành một kiến trúc theo phong cách kiến trúc Baroque Benedictine Abbey, tồn tại cho đến năm 1781. Khi sau khi phân vùng Ba Lan, Phổ chiếm lấy lâu đài, chính quyền đã ra lệnh cho một số bức tường phòng thủ được giải mã. Từ năm 1865, lâu đài tổ chức các hội thảo tâm linh.
Sau Thế chiến II, lâu đài đã được trùng tu, và kể từ năm 1973, lâu đài có một bảo tàng.